# Makákó
A makákó (Macaca) az emlősök (Mammalia) osztályának főemlősök (Primates) rendjébe, ezen belül a cerkóffélék (Cercopithecidae) családjába és a cerkófmajomformák (Cercopithecinae) alcsaládjába tartozó nem.

## Előfordulásuk
Egy faj, a berber makákó kivételével Ázsia déli és keleti részein élnek; egyebek közt Japánban és a Szunda-szigeteken is. A jégkorszak előtt elterjedési területük jóval nagyobb, Kelet-Ázsiától Nyugat-Európáig egybefüggő volt; ennek emlékét őrzik egyes populációik a Himalájában és más magashegységekben.

## Megjelenésük
Termetük alacsony, középhosszú végtagjaik erősek. Homlokuk hátrafelé csapott, és erős szemöldökívekkel borul a szemekre; előreálló orruk bekerített; orrlyukaik nem az orr végén ülnek. Állkapcsuk vaskos. Rövid hüvelykujjukon lapos, a többi ujjukon félhengeres körmök nőnek. Ülepük csupasz, ülőgumóik jól fejlettek. A farok hossza és vastagsága rendkívül változékony: egyes fajoké megközelíti a test hosszát eléri, másoké elsatnyult. Alsó állkapcsukban megvan a nagy hátsó zápfoguk.
Szőrzetük többnyire pasztellszínű. Fejükön a szőrzet középütt kettéválasztott vagy parókaszerűen borul a különben kopasz fejtetőre. Körszakálluk hiányozhat, de egyes fajoké hatalmasra duzzad.

## Életmódjuk
Részben fán lakók, részben a földön élnek; többnyire pár tucat fős csapatokban. Természetes élőhelyeik beszűkülésével nagy csapataik költöztek be különféle emberi településekre (Delhiben már gyakorlatilag megoldhatatlan problémát okoznak ). Állati és növényi táplálékot egyaránt fogyasztanak. Jól szaporodnak fogságban is; jól háziasíthatók. Az ösztrusz idején a nőstények ivarszervei erősen megduzzadnak. Vemhességük körülbelül hét hónapig tart. Három-ötévesen válnak ivaréretté.
A vadon élő makákók csoportjainak szerkezete a rokon nőstények szövetségén alapul; a nőstények egyes alcsoportjai együtt indulnak táplálékszerző útjaikra. A rokoni kapcsolatok közül a legfontosabb számukra az anya–lány viszony; a dominancia a születés sorrendjében alakul ki. Az alcsoportokhoz csatlakoznak a hímek is és ők is kialakítják saját rangsorukat, de csoport felépítését alapvetően az határozza meg, hogy a nőstények rokonai, illetve játszótársai-e egymásnak. Az anyák (védelmezőleg) hím kölykeik játékaiba is beavatkoznak, ezért a hímek rangsora részben anyáik rangsorát képezi le (Csányi, 1999, 41. o.).

## Rendszerezésük
A nembe az alábbi 24 faj tartozik, melyeket öt csoportba csoportosítanak.
- Macaca sylvanus csoport – 1 faj
  - Berber makákó vagy magót (Macaca sylvanus)

- Macaca nemestrina csoport – 12 faj
  - Oroszlánfejű makákó (Macaca silenus)
  - Emsemakákó (Macaca nemestrina)
  - Oroszlánmakákó (Macaca leonina)
  - Mentawai-szigeteki makákó (Macaca pagensis)
  - Siberut-szigeti makákó (Macaca siberu)
  - Szerecsenmakákó (Macaca maura)
  - Szürkekarú makákó (Macaca ochreata)
  - Buton-szigeti makákó (Macaca brunnescens)
  - Barnalábú makákó (Macaca tonkeana)
  - Heck-makákó (Macaca hecki)
  - Üstökös makákó (Macaca nigra)
  - Gorontalo makákó (Macaca nigrescens)

- Macaca fascicularis csoport – 2 faj
  - Közönséges makákó vagy jávai makákó (Macaca fascicularis)
  - Medvemakákó (Macaca arctoides)

- Macaca mulatta csoport – 3 faj
  - Rézuszmajom vagy bunder (Macaca mulatta)
  - Japán makákó (Macaca fuscata)
  - Tajvani makákó (Macaca cyclopis)

- Macaca sinica csoport – 6 faj
  - Parókás makákó (Macaca radiata)
  - Ceyloni makákó (Macaca sinica)
  - Asszami bunder (Macaca assamensis)
  - Tibeti makákó (Macaca thibetana)
  - Arunachal makákó (Macaca munzala)
  - fehérarcú makákó (Macaca leucogenys)

## Képek

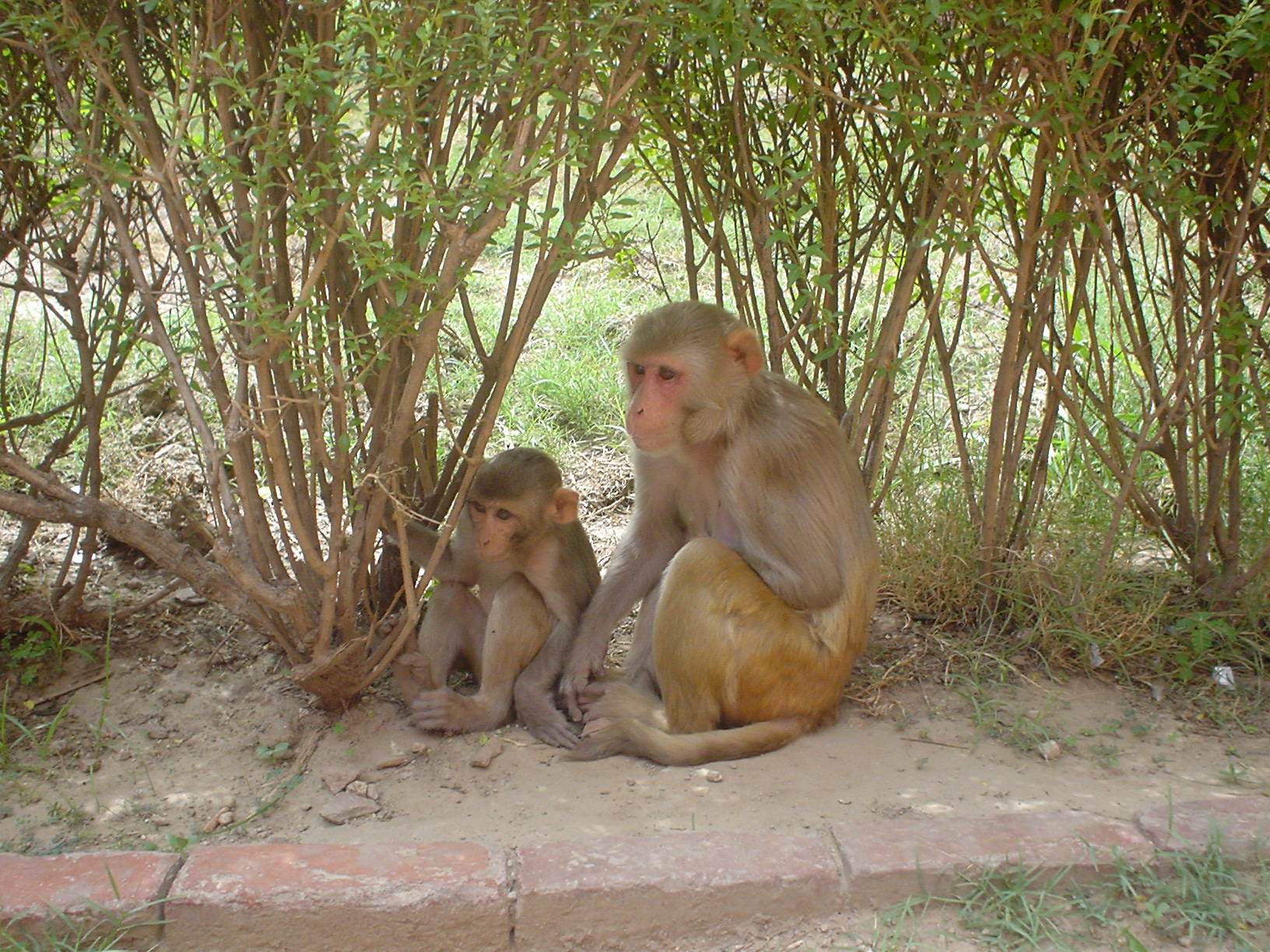
Rézuszmajom (Macaca Rhesus mulatta)
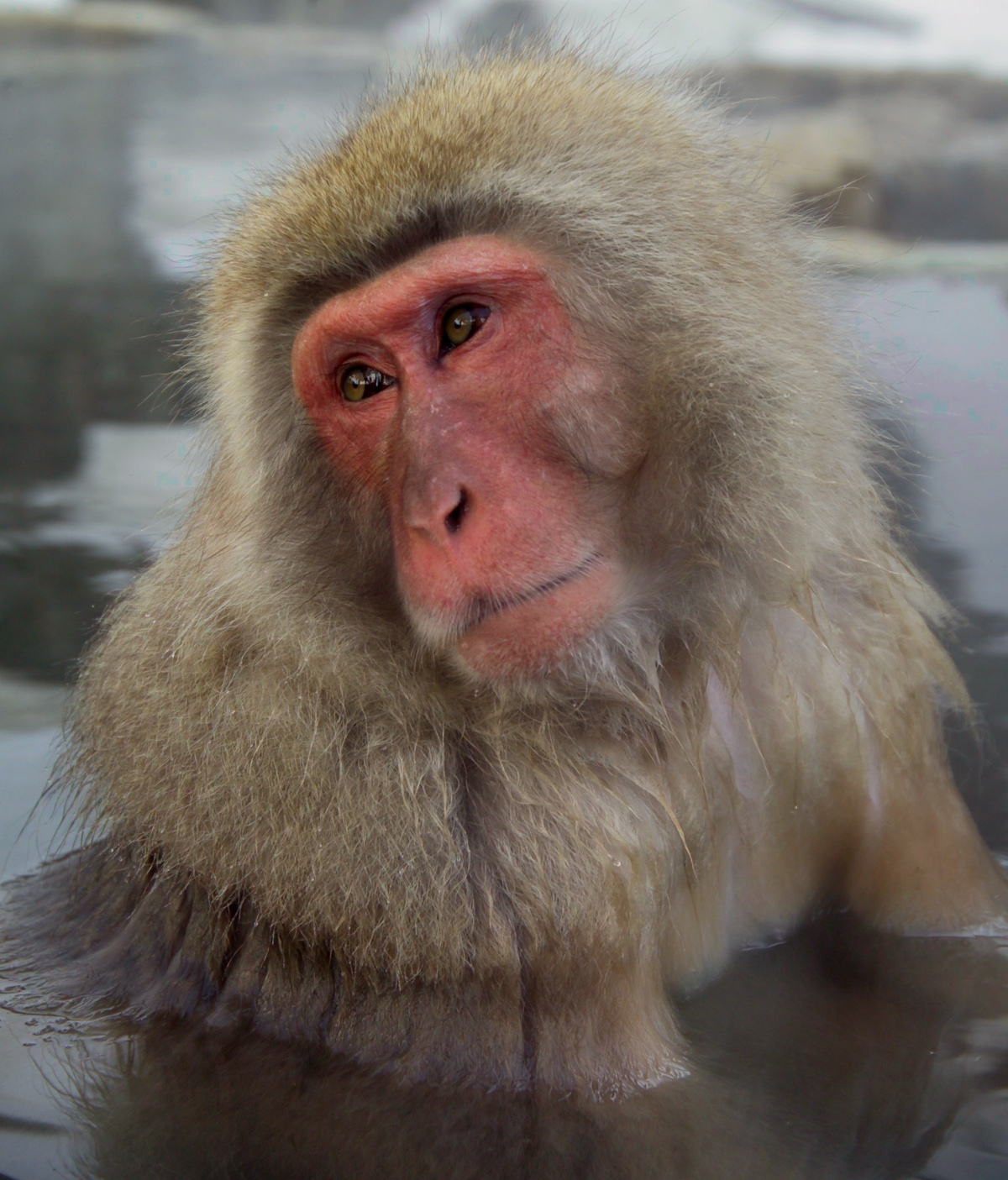
Japán makákó (Macaca fuscata)
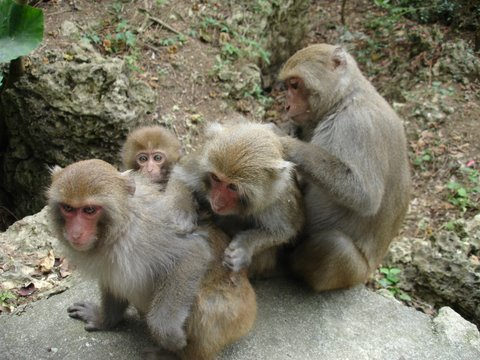
Tajvani makákók (Macaca cyclopis)
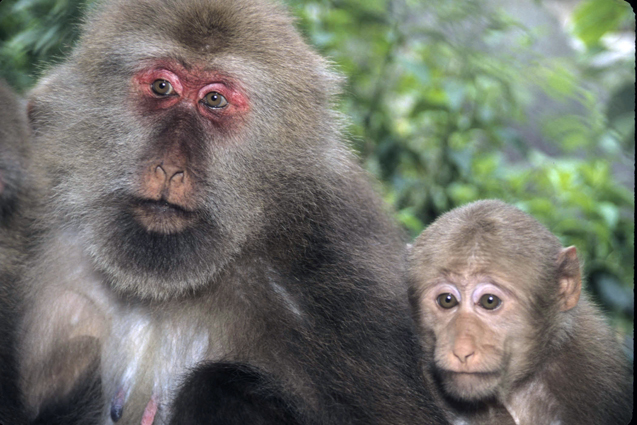
Tibeti makákók (Macaca thibetana)
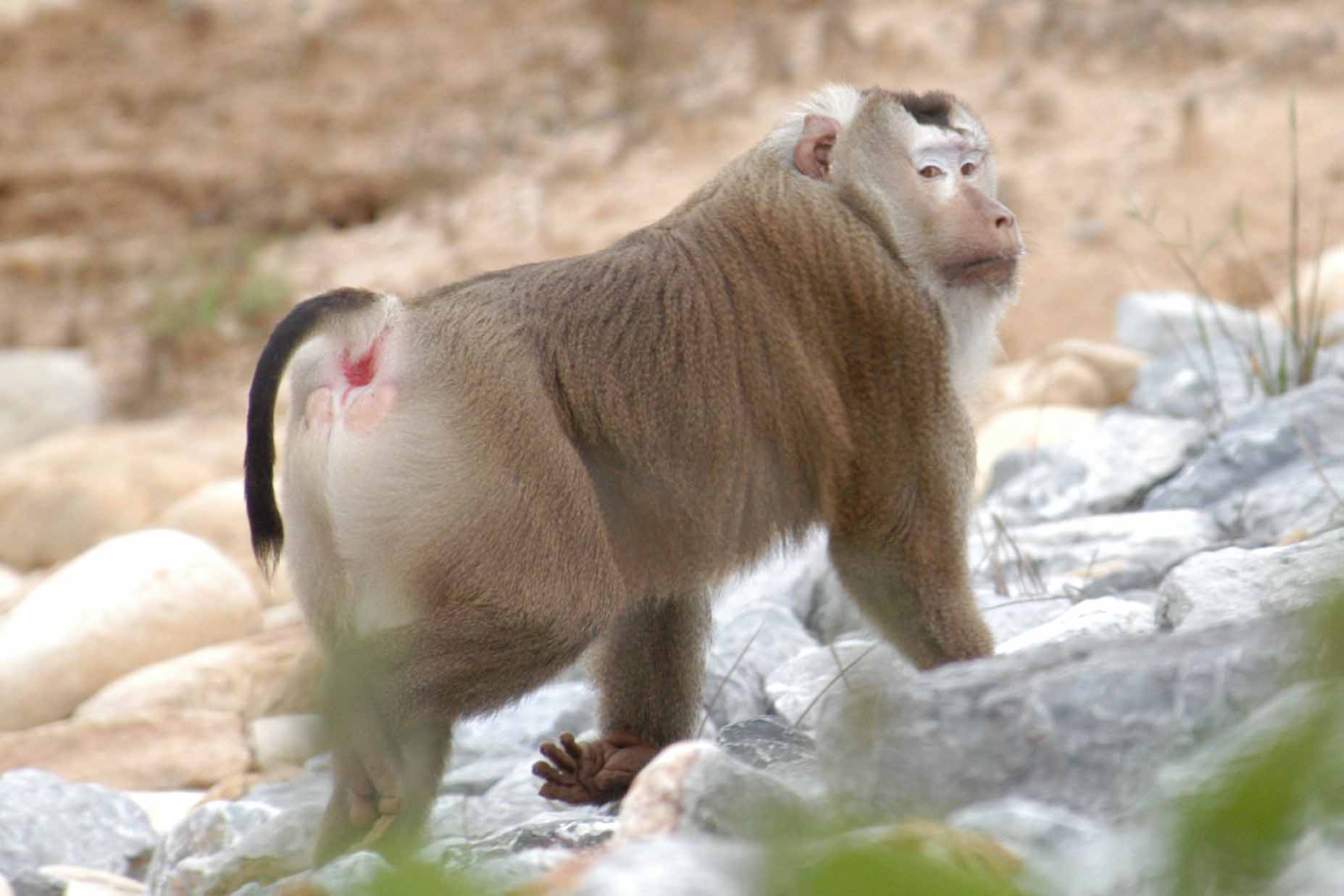
Emsemakákó hím (Macaca nemestrina)
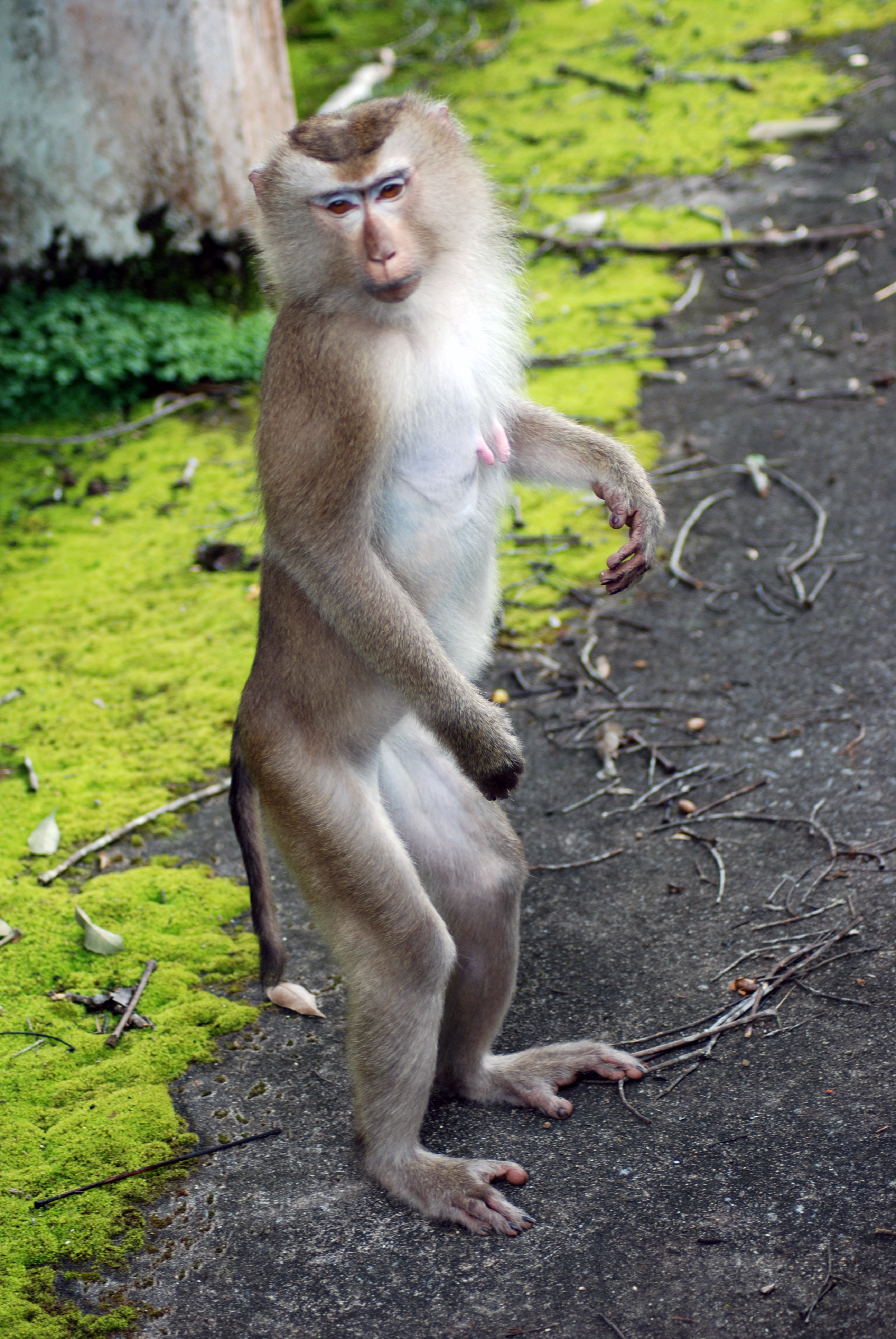
Oroszlánmakákó (Macaca leonina)
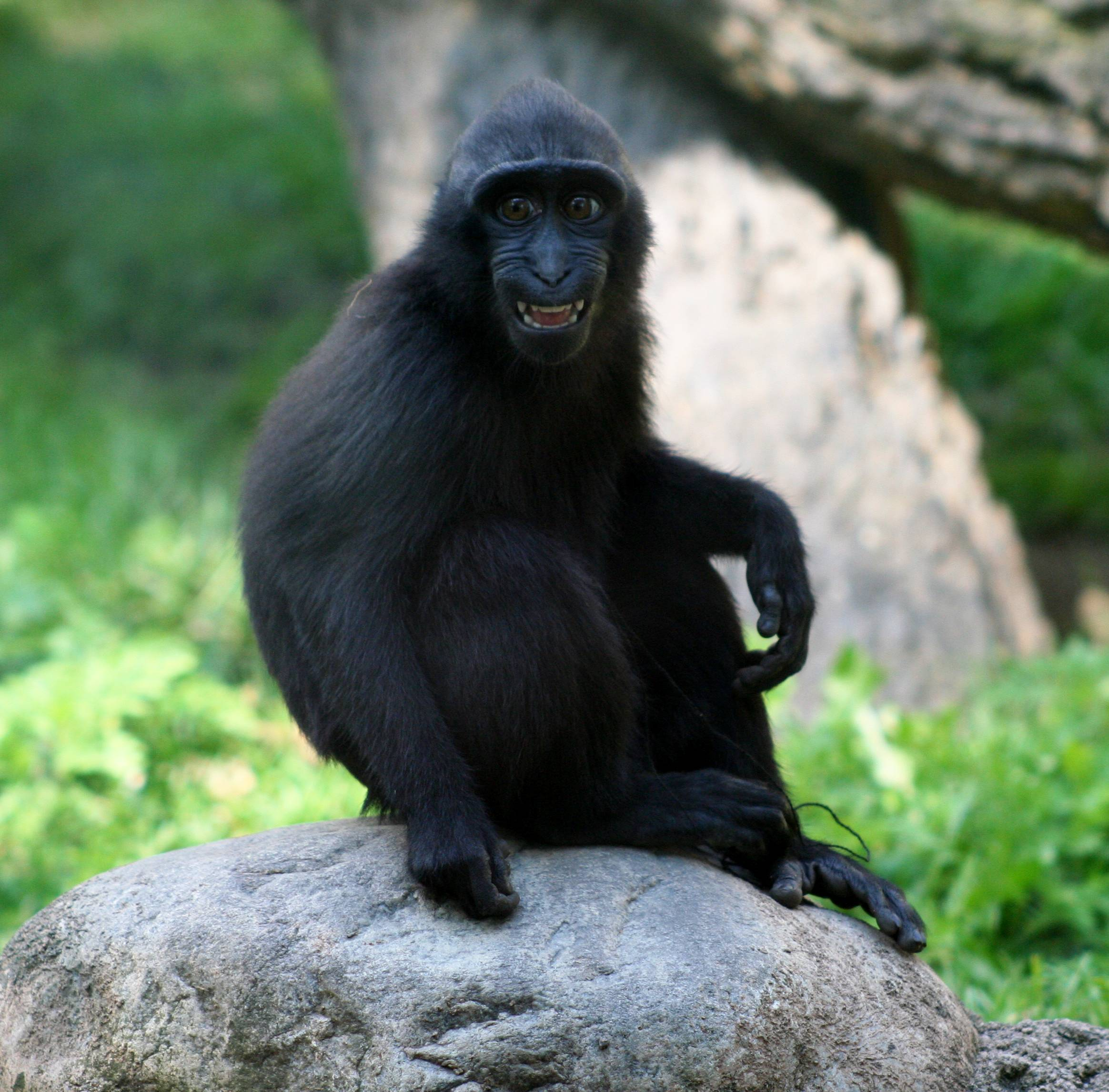
Üstökös makákó (Macaca nigra)
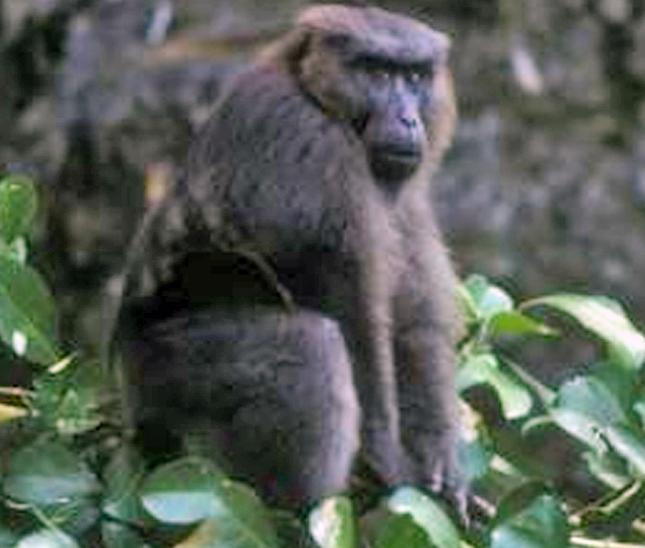
Szerecsenmakákó hím (Macaca maura)
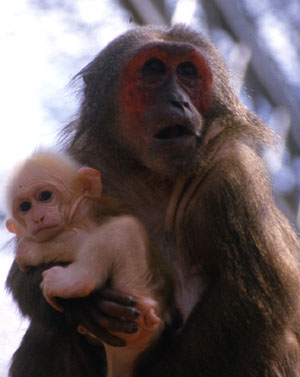
Medvemakákó (Macaca arctoides) nőstény a kölykével
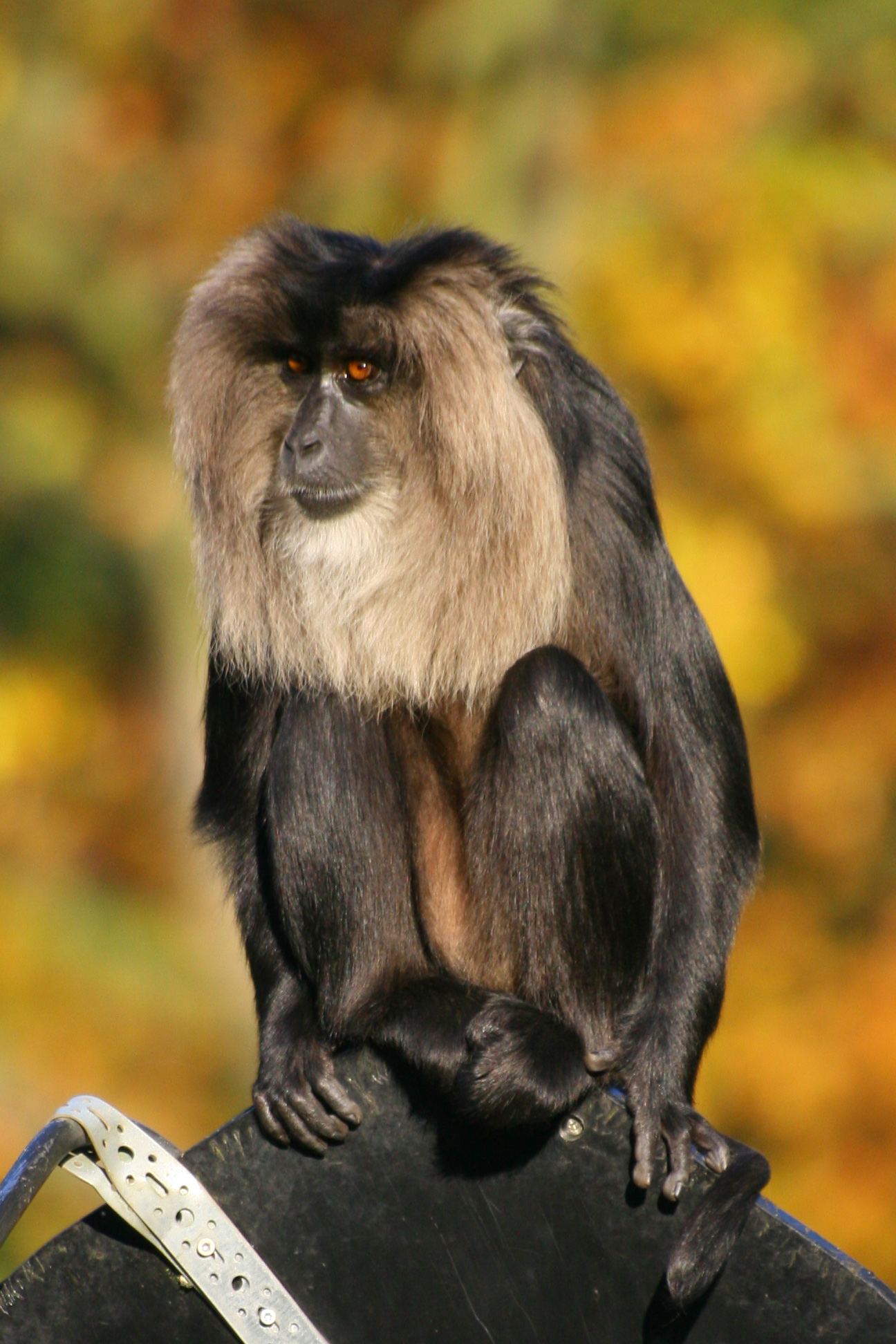
Oroszlánfejű makákó (Macaca silenus)
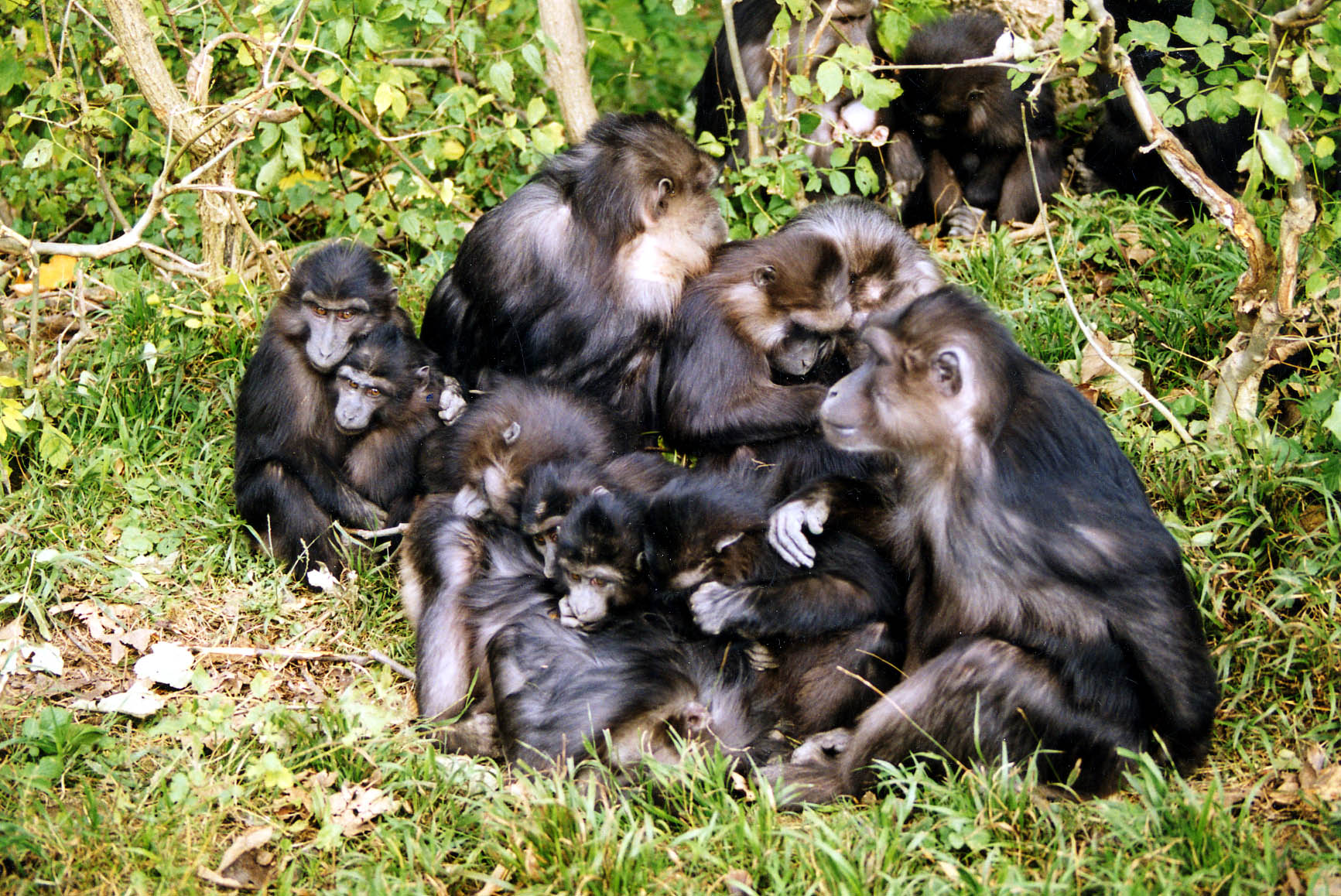
Barnalábú makákók (Macaca tonkeana)
Japán makákó Macaca fuscata